# Katrien Aerts (freestyleskiester)
Katrien Aerts (Geel, 15 maart 1976) is een Belgisch freestyleskiester.

## Levensloop
In 2008 werd ze vierde op het Open Amerikaanse Kampioenschap Slopestyle. 
In 2011 werd ze derde in de FIS Wereldbeker Halfpipe-wedstrijd in het Oostenrijkse Kreischberg en vijfde over het seizoen, 8ste op de FIS Wereldkampioenschappen Halfpipe en derde op de Europese open kampioenschappen Halfpipe. Dat jaar werd ze ook zevende in de Winter X Games Europe Superpipe.
In 2012 werd ze tiende over heel het seizoen van de FIS Wereldbeker Halfpipe en ook achtste in de Winter X Games Europe Superpipe.
In 2013 werd ze op de FIS Wereldbeker Halfpipe achtste in de eindstand, 13e op de FIS Wereldkampioenschappen Halfpipe in de kwalificaties en 15de in het WK Slopestyle eveneens in de kwalificaties.
In 2014 nam ze deel aan de Olympische Winterspelen in Sotsji in de discipline halfpipe skiën die toen voor het eerst op het programma stond. Ze eindigde op de 17e plaats.
Na haar laatste deelname aan een Wereldkampioenschap freestyle skiën in 2015 in Kreischberg, waar ze een 7de plaats veroverde, kondigde Aerts haar pensioen als topsportster aan. Ze legt sindsdien de focus op freeride skiën.
Katrien Aerts is veelvoudig Belgisch Kampioene freestyle, freeride en skicross.

## Wereldbeker
Eindklasseringen
| Seizoen   | Halfpipe plaats | Punten |
| --------- | --------------- | ------ |
| 2008/2009 | 9e              | 61     |
| 2010/2011 | 5e              | 136    |
| 2011/2012 | 10e             | 50     |
| 2012/2013 | 8e              | 142    |

### Winter X Games Europe
De Europese editie van de Winter X Games worden beslecht in maart in het Franse Tignes.
| Seizoen | Superpipe plaats | Punten |
| ------- | ---------------- | ------ |
| 2011    | 7e               | 62,66  |
| 2012    | 8e               | 65,66  |

### Wereldkampioenschap
| Seizoen | Discipline | Plaats | Punten                              |
| ------- | ---------- | ------ | ----------------------------------- |
| 2011    | Halfpipe   | 8e     | 30,80 (finale, 7e in kwalificaties) |
| 2013    | Halfpipe   | 13e    | 58,60 (kwalificaties, DNQ-finale)   |
| 2013    | Slopestyle | 15e    | 35,40 (kwalificaties, DNQ-finale)   |
| 2015    | Halfpipe   | 7e     | 70,00 (kwalificaties, DNQ-finale)   |